# Ragazzi della notte
Ragazzi della notte è un film del 1995 scritto, diretto e interpretato da Jerry Calà.

## Trama
Lo spunto per raccontare uno spaccato di vita di un gruppo di ragazzi è dato da una tròupe televisiva che approda sulle sponde del Lago di Garda per un servizio sulla frenetica e smodata vita notturna di alcune delle discoteche italiane più in voga del periodo. Il risultato è un intrecciarsi di storie con in comune alcuni elementi di trasgressione. Jerry Calà interpreta in alcune scene sé stesso, un attore in fuga dalla routine, ossessionato da un manager spregiudicato.

## Distribuzione e incasso
Il film venne distribuito nelle sale dalla Medusa Film con sole 40 copie, ma nonostante ciò ebbe comunque un buon successo incassando 979.445.000 lire, rientrando ampiamente nei costi di produzione.

## Accoglienza
Nonostante il buon risultato al botteghino e i favori del pubblico, la critica stroncò la pellicola sottolineandone soprattutto l'eccessiva volgarità.
Il regista Jerry Calà, anni dopo la sua uscita, definì il film nella sua autobiografia come: